# HANA
Hana (stilizzato come HANA (花)) è il settimo album in studio della cantante e cantautrice inglese Sophie Ellis-Bextor, pubblicato attraverso l'etichetta Cooking Vinyl il 2 giugno 2023. L'album è il terzo prodotto da Ed Harcourt dopo Wanderlust (2014) e Familia (2016), ed è stato preceduto dall'uscita dei singoli Breaking the Circle e Lost in the Sunshine e dal singolo promozionale Everything Is Sweet.
L'album, il cui titolo HANA (花) si traduce in "fiore" o "sbocciare" in giapponese, è arrivato prima di un viaggio che Ellis-Bextor ha fatto con la sua famiglia in Giappone nel febbraio 2020, dettagliato nella canzone Tokyo.. Con il progredire del viaggio, la registrazione dell'album è stata sospesa a causa della pandemia di COVID-19. Contiene temi di "riflessioni e nuovi inizi". Ellis-Bextor l'ha definito "ottimista" e "pop-y, ma è anche abbastanza psichedelico, proggy e synth", e ha affermato che fare un "disco pop dance in questo momento non era dove è il [suo] cuore".

## Tracce
1. A Thousand Orchids – 4:36
2. Breaking the Circle – 4:13
3. Until the Wheels Fall Off – 4:07
4. Everything Is Sweet – 4:50
5. Lost in the Sunshine – 4:04
6. Tokyo – 3:23
7. Beyond the Universe – 4:13
8. He's a Dreamer – 5:06
9. Reflections – 3:22
10. Hearing in Colour – 4:01
11. Broken Toy – 3:32
12. We've Been Watching You – 4:37